# Bundesstrasse 49
Bundesstrasse 49 är en förbundsväg i Tyskland. Vägen går ifrån Alsfeld till gränsövergång Wasserbillig via bland annat Wetzlar, Koblenz och Trier. Vägen som är omkring 317 kilometer passerar igenom förbundsländerna Hessen och Rheinland-Pfalz.